# Angela Visser
Angela Visser (Nieuwerkerk aan den IJssel, provincia de Holanda Meridional, 18 de octubre de 1966) es la primera neerlandesa en ganar Miss Universo en 1989.

## Miss Universo
A fines de 1988 compitió en Miss Mundo, donde no obtuvo lugar. Luego, en Miss Universo 1989, arrasó en las tres competiciones semifinalistas con un promedio de 9,711. Dejó en segundo lugar a Louise Drevenstam de Suecia, y a las otras delegadas de los Estados Unidos, Polonia y México sucesivamente. Junto a Angela, además, entre las otras semifinalistas, se encontraban las delegadas de Alemania, Venezuela, Finlandia, Jamaica y Chile.

## Filmografía
Visser volvió al concurso (desde 1991-1994). También apareció en películas como Hot Under the Collar, Killer Tomatoes Eat France!, y programas de televisión.
- The Ben Stiller Show
- Blossom
- Boy Meets World
- Baywatch
- Acapulco H.E.A.T.
- Beverly Hills, 90210
- Friends
- USA High